# プレイボーイ (自動車)
プレイボーイ（Playboy ）はプレイボーイ・モーター・カーが1947年から1951年まで販売した自動車。
なお、Jordan Motor Company が1920年代に生産していた、同じ車名の Playboy との関連は無い。

## 概要
プレイボーイ・モーター・カーの企業活動期間は短く、販売した車は「コンビネーション・メタルトップ・コンバーチブル・クーペ」と言うこの一車種のみであった。手に入れやすい低価格の、運転を楽しむための車として開発され、スポーティな3人乗りのコンバーチブルとなった。
その大きな特徴は、現代ではリトラクタブル・ハードトップやクーペカブリオレといわれるタイプの折りたたみ式スチールトップで、米国初だった。当時はハードトップ・コンバーチブル、コンビネーション・コンバーチブル・クーペといわれた。稼動する屋根の中央部がヒンジで折れ曲がるようになっており、継ぎ目はゴムのガスケットでシールされていた。手動操作であるが運転席から上げ下げでき、開放時はリアに収納されるようになっていた。
この機構のため、プレイボーイはクーペカブリオレとして、1930年代に登場したプジョーの402 エクリプスや601 C エクリプスと、やはり1950年代に登場するフォード・フェアレーン 500 スカイライナーとの中間に位置する貴重なモデルとなっている。
主要なコンポーネントは実績のある部品メーカー（サプライヤー）から購入しており、この点は「標準的なパーツが使用されているのでサービスに優れる」と広告にも謳われていた（後述）。エンジンも大手のエンジン専業メーカーや、中堅自動車メーカーの既存品を購入して搭載していた。
また、生産には結びつかなかったが、ステーションワゴンが（おそらく1台）試作されている。

## 仕様
米国車としては非常に小型であり、ホイールベースは90in（2,286mm）、全長156in（3,962mm）、全幅58in、全高54in、最低地上高8.5in。シートは4ft3inで3人がけ。重量は862kg（1900ポンド）。ボディはフレームと一体に溶接され、モノコックのような構造となっていた。外観は当時の流行であった、高いエンジンフードと低いフロントフェンダーを持つフラッシュサイドスタイルである。
駆動方式はFR、サスペンションは、リアが平凡なリーフリジッドであるのに対し、フロントは1輪あたり上下2本の（デュアル）リーディングアームを持つ奇抜な独立懸架が採用されていた。コイルスプリングの中を下側のリンクが通っているため、ばねは前後方向に水平配置となるが、テレスコピック式のショックアブソーバーは直立である（リアはハの字配置）。カタログによると、このサスペンションには制動時のノーズダイブを抑えるアンチダイブジオメトリーが持たされており、開発には8年がかけられたと記されている。
フットブレーキは油圧式の4輪ドラム、パーキングブレーキはケーブル式で後2輪のドラムを兼用する。タイヤは 5.00x12in-4PR。 
販売価格は非常に廉価で、バッファロー渡しで985ドルとされた。
- ボディタイプ - ロードスター型コンビネーション・コンバーチブル・クーペ
- トップ - ハードトップ格納型(リトラクタブル・ハードトップ)、手動

各コンポネントのメーカーと仕様
- エンジン
  - 1947年 - ハーキュリーズ（Hercules）：水冷直列4気筒 2,180cc、40馬力/3,200rpm。
  - 1948年 - 1950年 - コンチネンタル：水冷直列4気筒 1,491cc、40馬力/3600rpm。
  - 1951年 - ウィリス：水冷直列4気筒 2,199cc、72馬力/4000rpm、シングルバレルキャブレター装備
- クラッチ - ボルグアンドベック：乾式単板
- トランスミッション - ワーナー：オーバードライブ付3速オートマチックトランスミッション
- リアアクスル（ホーシング） - スパイサー（Spicer ）：セミフロートアクスル
- ブレーキマスターシリンダー - ワグナー（Wagner）
- ブレーキドラム - バッド
- ステアリングギアボックス - ロス（Ross） ：カム＆レバー
- 燃料ポンプ - AC
- 電装 - オートライト（Auto-Lite）
- 登坂能力：35度
- 最高速度70マイル/時
  - 1948年にはオーバードライブが追加され、オーバードライブ時最高速度75マイル/時。